# Louis-Narcisse Baudry des Lozières
Pour les articles homonymes, voir Baudry et Lozières.
Louis-Narcisse Baudry des Lozières (né à Paris le 12 janvier 1751, mort le 19 juillet 1841) est un militaire et polygraphe français installé à Saint-Domingue, qu'il a fui comme beaucoup d'autres avec le déclenchement de la révolution haïtienne en 1791. Ses écrits portent notamment sur les colonies françaises (essentiellement Saint-Domingue et la Louisiane) ainsi que sur les débats de l'époque relatifs à l'esclavage et à son abolition.

## Biographie
Il est le fils de Pierre Baudry des Lozières, capitaine au régiment de Nassau de Saarbruck et de Guillemette Guyot d'Escourbens, issue d'une famille noble de Champagne. Celle des Baudry des Lozières serait originaire d'Allemagne (Baudry viendrait à l'origine de « Baldéric, », et son père était aussi connu sous le nom de « Baldery », ou « Boudry »), et aurait été transplantée en Italie puis en France. Bien que son père le destine en premier lieu à une carrière ecclésiastique, il reçoit par la suite une éducation militaire et gravit les échelons vers la fin de la décennie 1760.

### L'activité à Saint-Domingue
En 1777, il part pour Saint-Domingue, où il devient avocat au Conseil supérieur du Cap-Français. En parallèle, il continue d'exercer des fonctions militaires.
Baudry des Lozières épouse en août 1777 Catherine Milhet, néo-orléanaise, fille de Jean Milhet, commerçant important localement,. De cette union, une fille née en 1780 est connue : Louise-Marie-Amélie-Éléonore,. Il devient alors aussi le beau-frère de Médéric Louis Élie Moreau de Saint-Méry, qui s'était marié à une autre fille Milhet. C'était un autre grand planteur de Saint-Domingue, également avocat au Conseil supérieur, et membre du club de l'hôtel Massiac. Baudry des Lozières « tira toujours parti de son influence. »
En 1784, il a cofondé avec lui et sept autres personnes le Cercle des Philadelphes au Cap-Français à Saint-Domingue,. Deux ans plus tard, cette société savante devient la première académie coloniale française. Le Cercle a été une vraie réussite, si bien que Benjamin Franklin a été l'un de ses 162 membres.
Il possédait à Léogane et au Port-au-Prince « des biens divers, entrepôt, maison, terrain, caféterie valant plus de 200.000 #. »
Bien qu'il renonce à sa profession d'avocat en 1788,, Louis-Narcisse Baudry des Lozières était donc quelqu'un de notable à Saint-Domingue (un monument à sa gloire aurait été érigé) alors que la Révolution française avait ses premières conséquences dans la colonie lors de l'été 1789. Il est ainsi nommé « Commandant pour le roi » par le gouverneur de Saint-Domingue, Antoine de Thomassin de Peynier. Dans un contexte d'agitation et de remise en cause d'un gouvernement colonial impuissant, apparaissent les « Phalanges de Crête-Dragons » que Baudry des Lozières crée le 1er août 1790, qui seront adjointes officiellement au régiment de Port-au-Prince. Le Conseil supérieur de la colonie avait accepté la proposition de Baudry des Lozières de créer un corps de dragons financé par les planteurs, dont il serait à la tête officieusement, au moins jusqu’à sa reconnaissance officielle, et qui serait chargé de maintenir l’ordre dans la colonie, en attendant des ordres venant de la métropole. Sa maison située entre Port-au-Prince et Jacmel était en quelque sorte le quartier général du corps paramilitaire ; elle surplombait la route la plus fréquentée du sud de l’île, représentant donc une excellente position militaire. L’idée était de capter l’effervescence de l’île dans une force armée qui n’était pas officiellement contre-révolutionnaire : Baudry des Lozières enrôle dans les phalanges des « nègres libres et gens de couleur, qui sans doute, ne demanderaient pas mieux pour se venger du mépris qu’on leur fesait [sic] essuyer par-tout. » Cette mesure visait également à élargir le recrutement trop faible des phalanges : il ne devait y avoir que trois cents membres ou plus.
Ces phalanges ne résistent pas aux conflits qui agitent Saint-Domingue. Dès le mois de septembre 1790, Vincent Ogé débarque pour faire appliquer le décret du 28 mars 1790 ouvrant la représentation aux propriétaires de couleur. Il tente de provoquer une rébellion et parvient à armer plus de trois cents métis qui harcèlent des Blancs et pillent des habitations. Il est finalement capturé et roué vif avec d'autres agitateurs en 1791. Face à son impuissance à faire régner l’ordre dans la colonie (il doit aussi s'opposer à l'assemblée des colons blancs), le gouverneur de Thomassin de Peynier démissionne et le général de Blanchelande lui succède. Le décret que vote le 12 octobre la Constituante, ne reconnaissant pas l’assemblée de Saint-Domingue, annule ses décrets, provoquant le mécontentement des « petits blancs ». En outre, deux bataillons sont envoyés de France renforcer la garnison de la colonie, au début de l'an 1791. Ils sympathisent avec la population et la rejoignent dans une émeute au cours de laquelle le colonel Mauduit du Plessis est tué. Le général Blanchelande réussit à s’échapper, comme Baudry des Lozières dont la tête est mise à prix 24 000 francs tournois, et on promet la liberté à l'esclave qui le dénoncerait. Tout « corps patriotique » étant désormais proscrit, la Phalange doit se disperser. Peu après, la colonie s’enlise dans la violence. En effet, à partir du 22 août, des esclaves se soulèvent et tuent près de 1 000 Blancs : la révolution haïtienne commence. Baudry des Lozières, depuis revenu de son exil, est chargé de reprendre Léogane, aux mains des esclaves révoltés, mais il peine à rassembler trois cents hommes qui se heurtent en septembre aux 4 000 détenant la ville. Pourtant, censément par ruse et par la qualité du commandement de Baudry des Lozières, les dragons parviennent à s’emparer de la ville et de la plaine alentour, et ils reçoivent des renforts. Dans un contexte de troubles très complexes qui font s’affronter différentes ethno-classes, révolutionnaires et réactionnaires à divers degrés, avec des soutiens de l’extérieur, autour d’enjeux différents, une rixe éclate en novembre 1791 au Port-au-Prince, pendant l’entrée de mulâtres, et déclenche à nouveau des affrontements entre civils. Les dragons de Baudry des Lozières commencent à être dépassés par les événements, d’autant que des 1 875 hommes qui composaient la Phalange, il n’en reste plus que 229 : puisqu’ils auraient couvert la retraite des gens de couleurs de Port-au-Prince, et à cause de la présence de Noirs dans leurs rangs, ils se font détester des « petits Blancs » ; de l’autre côté les mulâtres et les gens de couleurs, y compris ceux qui font partie des Phalanges, se méfient de Baudry des Lozières en raison de son refus de prendre part aux violences révolutionnaires. Il tente alors de battre en retraite depuis Port-au-Prince, mais le chemin est semé d’embûches : finalement, ses hommes tombent dans un guet-apens. Au lendemain, il ne reste plus que quatre-vingt-dix hommes tous blessés, y compris Baudry des Lozières. Les Crête-Dragons n’ont d’autre choix que de se disperser. Néanmoins, Baudry des Lozières réussit à tirer son épingle du jeu ; il retrouve dans les bois sa femme et sa fille qui avaient fui leur habitation menacée par des révoltés.

### L'exil
Compte-tenu de la situation, Louis-Narcisse Baudry des Lozières quitte définitivement Saint-Domingue. Il part pour la France avec sa famille fin mars 1792. Son laissez-passer délivré à Bordeaux le 28 mai 1792, où il débarque, le désigne comme « Commandant pour le Roi des sept montagnes de Léogane et Colonel-Inspecteur des Dragons-Français ». Il rejoint Moreau de Saint-Méry à Paris, alors député à la Constituante, puis le suit au Havre. Mais son beau-frère est arrêté par le Comité de Surveillance havrais et condamné à l’exil. Il s’installe à Philadelphie à la fin de l’année 1793,. Baudry des Lozières, en sa qualité d’avocat, devient le tuteur de la femme de Moreau de Saint-Méry, Louise Catherine Milhet. Il l’autorise à embarquer le 15 octobre 1793 du Havre sur La Sophie pour gagner New York. Il est alors connu comme « Maître Louis Narcisse Baudry Deslozières, avocat au parlement de Paris et au conseil supérieur de cette ville, son tuteur ad-hoc. » Menacé par la Terreur, il part lui-même pour Philadelphie le 9 novembre accompagné de sa femme, de sa fille et d’une servante normande. Ce n’est que le 26 février 1794 que le brick sur lequel il a embarqué s’amarre à Norfolk en Virginie. Finalement, on le repère à Philadelphie en 1795. Alors qu’il était auparavant bien installé à Saint-Domingue, il se retrouve épicier dans la South Water Street de Philadelphie. Dans le Courrier de la France et des Colonies (journal français créé à Philadelphie par son beau-frère Moreau de Saint-Méry) daté du 6 février 1796, il fait savoir qu’il a « [...] un fort parti de sucre, de vinaigre et de vin de Bordeaux en caisses. Il continue de vendre en gros et en détail tous les objets d’épicerie, mercerie et papeterie ». Toutefois, il « ne resta pas longtemps épicier : son commerce souffrant de la guerre maritime où les bâtiments américains furent continuellement pris, soit par les Anglais, soit par les Français, il se retira en 1797 à la campagne près de Germantown. » Au mois de février de cette année, il remet à l’Institut national de Paris un Mémoire sur le Coton animal, ou l’insecte Porte-Mouches, dans lequel il propose de développer un nouveau type de coton, qu’il appelle « animal », qui offrirait selon lui des avantages considérables par rapport à ce qu’il appelle « coton végétal ». Il est accueilli positivement.
Pendant son exil de Saint-Domingue, il a probablement beaucoup voyagé, notamment en Louisiane – de 1794 à 1798 selon le tire figurant sur la page de garde de son Voyage à la Louisiane. Là-bas y résidait la famille de sa femme. Mais son voyage a été arrêté par les autorités espagnoles en 1795. En tant que Français, on devait craindre qu'il ne propage les idéaux révolutionnaires, car la Louisiane était un carrefour entre l'empire espagnol, la France, le Royaume-Uni et les États-Unis, les hommes et les idées révolutionnaires y circulant,, ; la même année, un projet de révolution d'esclaves a été découvert et réprimé. C'est à cette date qu'il a écrit ses notes qu'il a réutilisé pour rédiger le livre publié en 1802. Il y affirme avoir connu le gouverneur espagnol Galvez, et l'intendant Martin Navarro,.
Un agronome et naturaliste du milieu du XIXe siècle, Émile Jacquemin, reprend les chiffres que Baudry des Lozières avance dans le Second Voyage à la Louisiane : « la Louisiane possède un terrain propre à la culture du sucre, qui est si vaste, qu'elle pourrait en récolter annuellement jusqu'à 800 millions de livres. » L'arpent y « rapporte, dans les meilleures années, 2,000 livres de sucre, c'est-à-dire 100 livres sur 206 mètres carrés. »
Selon les Archives des découvertes et des inventions nouvelles... de 1809, Baudry des Lozières « a réussi à extraire un bon sirop des carottes de Picardie, dont six bouteilles équivalent, selon lui, à six livres de sucre. »

### Une place dans l'empire
À partir de 1798, il retourne en France avec sa famille et celle de Moreau de Saint-Méry. Il tire profit de la situation politique et de sa relation avec son beau-frère, lui-même étant soutenu par Talleyrand qui lui assure un poste au ministère de la Marine. Le 23 février 1799, l'amiral Bruix nomme Moreau de Saint-Méry « chef d’un Bureau d’histoire et de législation avec mission de rédiger des travaux historiques. » Baudry des Lozières, lui, est employé à Nice comme vérificateur à la Trésorerie de l’armée d’Italie, depuis le 23 mars 1799 jusqu’au 20 janvier 1800,, jour où Moreau de Saint-Méry quitte le département de la Marine pour devenir membre du Conseil d’État, « son ami Talleyrand [ayant] tenu sa promesse de lui trouver une place qui lui donnât "l’indépendance sans trop de travail” ». Baudry des Lozières le remplace donc à la Marine, charge qu’il occupe jusque vers 1809. Ainsi, dès 1801, il reprend « après neuf années d’interruptions [...] pour son propre compte, la publication de l’état général de la marine et des colonies sous le titre d’Annuaire de la marine de France, accompagné de l’Annuaire des colonies », avec le titre d’historiographe de la marine et des colonies. Il dirige en effet le bureau d’histoire et de législation et rédige un nombre important de mémoires et de décrets en tous genres, inégaux en qualité. Cependant, Moreau de Saint-Méry est tombé en disgrâce en 1806, Napoléon l’ayant considéré comme incompétent pour administrer la région de Parme, alors troublée, et l'ayant remplacé du même coup par le général Junot. L'historien Albert Depréaux estime qu'« il est à présumer [...] que la disgrâce [...] ne fut pas sans influence sur la suite de [la] carrière » de Baudry des Lozières.

### Fin de vie
Après l’épisode napoléonien, Baudry des Lozières disparaît des sources pour ne resurgir qu’à quelques reprises : en 1821, on sait que lui est attribuée la titulature de « Chancelier-Garde-des-sceaux-Premier Administrateur de l’Ordre royal et militaire, hospitalier et religieux, et Archiconfrérie royale du Saint-Sépulcre de Jérusalem, Chevalier de plusieurs autres Ordres étrangers. » Il s’agit probablement de sa dernière manifestation en public, mais on sait qu’il est maréchal de camp honoraire en 1825. Déjà bien âgé lors de la Restauration – il est né en 1751 – il finit sa vie accompagné de sa fille « dont il était fier, et aux soins de laquelle il a dû d'arriver jusqu'à quatre-vingt-dix ans et demi. » Il meurt le 29 juillet 1841, alors maréchal de camp en retraite,.

## Opinions et positionnements politiques
Louis-Narcisse Baudry des Lozières était un farouche opposant aux courants abolitionnistes. Il a développé ses arguments notamment en 1802, à l'époque du rétablissement de l'esclavage par Bonaparte. Un livre dénonce Les égaremens du nigrophilisme, dans lequel il vante l'esclavage dans les colonies et livre des conseils pour contrôler la population servile. Une épître dédie l'ouvrage à Joséphine de Beauharnais. Il en est de même dans son Voyage à la Louisiane et sur le continent de l'Amérique septentrionale, fait dans les années 1794 à 1798, dans lequel il soutient que les esclaves ont dans les colonies une situation similaire, et même meilleure que « la classe indigente [...] qui couvre la plus grande partie de l'Europe », et bien plus avantageuse que celle des esclaves en Afrique. Il y affirme aussi bien vouloir la fin de l'esclavage, à condition qu'elle soit « progressive, méritée, raisonnable [...] qu'elle se convertisse en travail et qu'elle ne soit pas la ruine d'un état. » Selon l’historien Tangi Villerbu, il « ne voit pas de mal à reconstituer […] le système [esclavagiste] de Saint-Domingue » en Louisiane. »
Par ailleurs, il dénonce la philosophie dont « tous les brillans raisonnemens ne produisent pas l’effet de la religion la plus simple des sauvages ! » : « Le commencement de la révolution nous a prouvé, pour toujours sans doute, que la morale du philosophisme, c’est-à-dire, de l’athée et de l’égoïste, n’est bonne qu’à créer une législation tortueuse, embarrassante, qui ne porte pas sur les fibres sensibles de l’homme, d’une apparence éblouissante, et qui tombe de faiblesse et de langueur. » Une critique contemporaine de Baury des Lozières déplore l’abondance « des injures [qu’il] prodigue à tout ce qui n’est ni blanc ni anti-philosophe » dans son Second voyage à la Louisiane.
Louis-Narcisse Baudry des Lozières était également un franc-maçon notoire,,, comme son beau-frère Moreau de Saint-Méry. Saint-Domingue accueillait d'ailleurs plusieurs loges maçonniques. La femme de Baudry des Lozières y tenait une loge d'adoption. Lorsqu’il rentre en France, il est affilié à la loge des neuf sœurs. 
Baudry des Lozières affichait un soutien enthousiaste au régime du Consul Bonaparte, ainsi qu'un fort patriotisme : il affirmait en 1802 que « notre république vaut bien celle de Rome, et nos actions ont depuis long-tems surpassé ses hauts faits. Notre gloire s’élève sur son tombeau, ses cendres se dispersent dans les airs, et le monde, rempli du nom français, oubliera bientôt le nom des romains. »
Il aurait été favorable à la révolution de 1830, d'autant qu'il aurait rencontré le futur Louis-Phillippe en exil avec son frère à Philadelphie.

## Activité littéraire
Les tentatives de Baudry des Lozières de s'affirmer en tant qu'écrivain n'ont pas été concluantes. L'historien Albert Depréaux note que « devenu délibérément arriviste, Baudry [a dédié] à l’impératrice Joséphine en 1804 un prétentieux roman allégorique : Aithès ou le Héros chéri des dieux..., qui ne semble pas avoir atteint son but. » Le héros du roman représente allégoriquement Napoléon. L’auteur d’une critique parue en 1805 reconnaît à Baudry des Lozières« du talent et des connoissances », mais se demande si « son style [est] toujours simple et naturel, comme il devroit l’être ? » Il affirme avoir « remarqué des tournures vicieuses, et un style qui quelquefois veut être singulier et surprendre l’attention. [Qu’il] étonne, [il] y consens ; mais il attache peu. […] Il ajoute « qu’un esprit médiocre s’efforce de fixer les yeux sur lui par quelque originalité, [il] le comprends sans peine : s’apercevroit-on, autrement, de son existence ? Pour l’intérêt des bonnes mœurs et des bons principes dont M. Baudry défend la cause, nous l’invitons à déserter la bannière du nouveau, et à se souvenir du juste arrêt de Boileau : Sans la langue, en un mot, l’auteur le plus divin, Est toujours, quoi qu’il fasse, un méchant écrivain. » Une critique allemande affirme qu’il est facile à lire si l'on a assez de patience pour suivre une longue allégorie, qui se déploie dans un style souvent un peu lourd.
Selon Albert Chérel (1880-1962), un spécialiste de Fénelon, la publication du roman Aithès, ou le héros chéri des dieux s’inscrit dans le cadre d’une ligne éditoriale décidée en 1802 par P. Panckoucke, qui « entend[ait] non seulement imiter, mais compléter Télémaque. »
Un de ses autres livres publié en 1809, Les soirées d’hiver du faubourg Saint-Germain, dans lequel il fait encore l'éloge de l'impératrice, « fut saisi avec la plus grande rigueur » par la police impériale qui « mit des entraves à la publication de ce recueil,. » Dans la préface, il n’a « pas craint de donner son opinion sur la conscription. » Il y décrit aussi la haute-société qu'il recevait chez lui, no 459, rue Verneuil, dans le Faubourg Saint-Germain : « Il fait ensuite le portrait des personnes de sa société, en donnant la lettre initiale de leur nom. Parmi elles se trouve un des vrais amis de l'empereur, qui convertit à l'amour de son maître les mécontents les plus obstinés, et les fait s'écrier, pleins d'enthousiasme : Vive l'empereur ! Malgré tout l'encens que ces messieurs et ces dames font fumer aux pieds de l'idole, comme on avouait, au commencement de l'ouvrage, qu'il y avait beaucoup de gens en France qui étaient très-mécontents du gouvernement et qui regardaient la conscription comme une tyrannie, on n'est pas surpris que les Soirées d'hiver du faubourg St-Germain aient été rigoureusement saisies par la police impériale. » Selon un bibliographe de la fin du XIXe siècle, Fernand Drujon (1845-1912), les Soirées d’hiver du Faubourg Saint-Germain, « bien que pauvrement conçu et médiocrement écrit, n’est cependant pas sans intérêt pour le lecteur de nos jours [car on] y trouve un tableau de la Société d’alors. »
Il existe une critique élogieuse des Soirées d'hiver du faubourg Saint-Germain, publié chez le même éditeur : « Un auteur qui a le talent de se faire lire, qui charme en se faisant lire, dont le sujet n'est composé que de phrases avouées, où l'on ne voit point de néologisme, où rien n'est rocailleux, où le fond annonce une belle imagination, et un esprit juste, est, ce me semble, un fort bon écrivain, et sous ce point de vue je crois que M. Baudry des Lozières rivalise avec tous ceux qui écrivent bien. » Selon l'historien Albert Depréaux, « de toutes ses œuvres, en général dénuées d'intérêt, une seule aurait pu avoir pour nous tout l'attrait passionnant d'un roman d'aventures ; c'eût été l'histoire de sa vie, si agitée, sinon remplie. C'est, hélas ! la seule qu'il n'ait jamais écrite !»,
Baudry des Lozières a également écrit d’autres textes qui semblent aujourd’hui introuvables. Il en va de même pour ses poésies.
Il a eu par ailleurs une activité de traduction et de linguistique : en tant que « secrétaire-traducteur du ministère de la Guerre », il a laissé, « inédit, un manuscrit en dix-huit langues », un tableau comparatif intitulé Glossa polygène. Dans le Voyage à la Louisiane, il prétend avoir lu des sources anglaises et espagnoles, et il place en annexe un petit lexique de langues indiennes (Naoudoouessis (Dakota) et Chipouais (Chippewa, la langue des Ojibwés). De même, un Dictionnaire congo complète le Second voyage à la Louisiane, pour aider les colons et les médecins à comprendre les esclaves.

## Ouvrages de Louis-Narcisse Baudry des Lozières
- Mémoire pour le sieur Fontaine de Saint-Fréville, maître ès-arts et de mathématiques, bachelier en droit, et l'un des quarante de l'Université, contre le sieur Gouellain, ci-devant maître de petites écoles, Paris, de l'imprime de L. Jorry, 1775 [présentation en ligne]
- Idées politiques et morales, ou les Rêveries d'un homme sans prétention, dédiées à la patrie, 1780 [1778] [présentation en ligne]
- (avec Médéric Moreau de Saint-Méry), Loix et constitutions des colonies françoises de l'Amérique sous le Vent…, Tome Premier, Paris, 1784 [lire en ligne]
- (avec J. F. Lafosse et Joseph de Coustin), Avis aux habitans des colonies, particulièrement à ceux de l’Isle S. Domingue, Sur les principales causes des maladies qu’on y éprouve le plus communément, & sur les moyens de les prévenir, Paris, Royer, 1787, 522 p. [lire en ligne]
- Précis pour le Sieur Pierre Dumas, habitant de la Marmelade, appelant de la sentence de la Sénechaussée du Cap, rendue le 13 mars dernier. Contre le sieur Jean Baptiste Auspice Dugaric Duzech, ci-devant capitaine de Mulâtres grenadiers volontaires de Saint-Domingue & la dame son épouse, se disant aux droits par transport d'un sieur Jean Claude Michaut, intimé. Et le sieur Michaut, en son nom personnel, Port-au-Prince, de l'imprimerie de Mozard, 1788, 56 p. [présentation en ligne]
- (avec Médéric Moreau de Saint-Méry), Notices adressées à MM. les habitants. Fragment de l’ouvrage intitulé : Essais théoriques sur l’acriculture [sic] de Saint-Domingue, Cap-Français, Imprimerie royale, 1788, 140-5 p. [lire en ligne]
- Mémoire pour le sieur Pierre Lesens, capitaine de navire, de présent en la ville des Cayes, appelant... contre le sieur Pierre-Guillaume-Robert Bunel, se disant négociant à Honfleur, et représenté en cette colonie par le sieur Pierre Gringuet, capitaine du navire La Renommée, actuellement en rade, aux Cayes, ledit sieur Bunel osant se dire, agir au nom et comme armateur et propriétaire du navire La Furieuse, commandé par ledit sieur Lesens, l'un des intéressés audit navire, intimé..., Port-au-Prince, de l'imprimerie de Mozard, 1789 [lire en ligne]
- Précis pour la demoiselle Marie Thouzé, veuve du Sieur Antoine Aubry, vivant me [maître] en chirurgie, habitant au Grand Goave, habitante audit lieu, tant en son nom personnel, que comme tutrice de ses enfans mineurs le sieur Jacques-François Aubry, fils majeur... le sieur Vallée des Sauneries... au nom et comme mari... de Dlle Marie-Rose Aubry... le sieur Larrocaud... au nom et comme mari... de Dlle Marie-Magdeleine Aubry... et enfin Me Collinet, notaire du roi en la juridiction du Port-au-Prince, en résidence à Léogane, également habitant au Grand Goave... tous intimés et anticipans. Contre le sieur Claude-Eusèbe Nombret, chirurgien-major des milices, et habitant au lieu du Grand Goave, tant en son nom personnel, que comme mari & maître des droits & actions de Demoiselle Marie-Marguerite Aubry, son épouse ; appelant de sentence rendue sur appointement en la Sénechaussée royale du Petit Goave, le 17 mars dernier et anticipé, Port-au-Prince, de l'imprimerie de Mozard, mars 1789, 27 p. [lire en ligne]
- Rapport du sieur Baudry-dès-Lozières, habitant Caffeyer, dans les hauteurs du quartier de Léogane, en date du 29 août 1790, à 7 heures du matin. [présentation en ligne]
- Annuaire de la marine de France, pour l'an IX, par l’Historiographe de la Marine et des Colonies, Paris, Imprimerie de la République, 1801 [présentation en ligne]
- Annuaire des colonies françaises, pour l'an IX [-X] (1801 [-1802] v. st.) [publié conjointement avec l'Annuaire de la marine de France] [présentation en ligne]
- Voyage à la Louisiane: et sur le continent de L'Amérique septentrionale, fait dans les années 1794 à 1798 : contenant un tableau historique de la Louisiane, des observations sur son climat, ses riches productions, le caractère et le nom des Sauvage ; des remarques importantes sur la navigation ; des principes d’administration, de législation et de gouvernement propres à cette Colonie, etc. etc., Paris, Dentu, 1802 [lire en ligne]
- Les égaremens du nigrophilisme, Paris, Migneret, 22 mars 1802, 323 p. [lire en ligne]
- Second voyage à la Louisiane : faisant suite au premier de l'auteur de 1794 à 1798 : contenant la vie militaire du général Grondel, doyen des armées de France, qui commanda longtemps à la Louisiane, et honoré de cent dix ans de service : un Détail sur les productions les plus avantageuses, les plus extraordinaires de cette belle Colonie, et sur ses quartiers les plus fertiles et les plus lucratifs : de nouvelles réflexions sur les Colonies en général, et le Régime nécessaire aux personnes des Colonies pendant la première année de leur arrivée, Tome Premier, Paris, Charles, imprimeur, 1803, 414 p. [lire en ligne]
- Second voyage à la Louisiane : faisant suite au premier de l'auteur de 1794 à 1798 : contenant un Mémoire sur la découverte du Coton animal : un Manuel botanique à l’usage des jeunes Colons : un Dictionnaire ou Vocabulaire congo, précédé d'une Statistique des Comptoirs de la côte d'Angole, le tout utile aux Américains cultivateurs qui n'entendent point les langues de l'Afrique : différens Projets d'armemens, et Tableaux de Cargaisons pour l'avantage des jeunes Colons, Négocians, Armateurs, Capitaines de vaisseaux marchands ou de l'État, et même des Administrateurs des Ports : le Coffre de Chirurgie qui enseigne la nature des drogues et médicamens destinés aux voyages de longs cours, leur prix et leur usage : Observations sur la Botanique médicinale, d'une grande utilité pour la santé et l'instruction des Planteurs américains : réflexions sur les Chambres d'Agriculture qui viennent d'être créées de nouveau pour les Colonies, etc. etc. etc., Tome Second, Paris, Charles imprimeur, 1803, 410 p. [lire en ligne]
- Aïthès, ou Le héros chéri des dieux: une des plus anciennes histoires imitée des Grecs; Contenant les hauts faits d'un grand homme, son enfance, ses plaisirs, sa politique, son élévation, et la récompense de ses vertus ; histoire allégorique qu'on a tâché d’accommoder au goût de tout le monde ; divisée par chapitres, pour la commodité de ceux qui aiment à dormir en lisant, mais qui sont bien aises quelquefois de retrouver l'endroit du livre qu'ils laissent tomber de leurs mains, en cédant aux besoins du sommeil., Tome premier, Paris, Le Normant, 1804, 300 p. [lire en ligne]
- Les Soirées d'hiver du Faubourg St.-Germain, ou Essais sur l'esprit du temps et des conversations en général, Paris, Treuttel et Wurtz, 1809, 458 p. [lire en ligne]
- Discours destiné à être prononcé dans l'église de l'hospice des ménages, le 6 de décembre 1819..., Paris, Lefebvre, 1819 [présentation en ligne]
- Discours destiné à être prononcé dans l'église de l'Hospice des Ménages, le 6 de décembre 1819, jour de la messe de la réunion générale des Chevaliers du Saint-Sépulcre de Jérusalem, par le Cher Baudry Des Lozières..., Paris, Lefebvre, 1819, 12 p. [présentation en ligne]
- Discours pour l'assemblée générale des chevaliers du St-Sépulcre de Jérusalem: tenue à l'hospice des Ménages, à l'occasion de la fête de Saint-Louis, Paris, Lefebvre, 1821, 32 p. [lire en ligne]
- BNF, Manuscrits, NAF 9630-9631, La Glossa-Polygène, essais polyglottes, ou l'Ami du voyageur ; contenant un tableau comparatif de 18 langues, suivi des verbes auxiliaires de chacune de ces langues, précédé d'une introduction, servant d'éclaircissement pour la partie classique de l'ouvrage, terminé par une table alphabétique, par le secrétaire-traducteur du ministère de la Guerre, le général Baudry des Lozières [présentation en ligne]

## Sources
- Thierry Roquincourt (préf. Bernard Gainot), La marine et les colonies à l'époque révolutionnaire et impériale, supplément à la Bibliographie française sur la marine et les colonies, 1789-1815, Éditions SPM, coll. « Kronos », 2019, p. 30 [lire en ligne] (ISBN 978-2-37999-007-6) (ISSN 1148-7933)
- Lieutenant Benoît Lagarde (dir.), Delphine Étienne, Alain Guena, « Sous-série GR YD, Officiers généraux de l’Armée de Terre et des services (Ancien Régime-2010), Répertoire alphabétique », Service historique de la Défense, Armée de Terre, Château de Vincennes, 2011 [années de naissance et de décès, grade] [lire en ligne]
- Mémoires et documents, Loges et Chapitres de la Grande Loge et du Grand Orient de France, 2e moitié du XVIIIe siècle, Volume 20, 1967
- Michel Prévost, Roman d’Amat, Dictionnaire de biographie française, Tome 5, Paris, Letouzey et Ané, 1951
- « Revue », Société haïtienne d'histoire et de géographie, Volume 1-10, no 1-33, Impr. V. Valcin., 1925, p. 48
- Bibliothèque de l’École des Chartes, De Decourchant, 1915, p. 52-53 [lire en ligne]
- Nicolas Viton de Saint-Allais, Nobiliaire univsersel de France, ou recueil général des généalogies historiques des maisons nobles de ce royaume, tome IX, Deuxième partie, Paris, Bachelin-Deflorenne, 1875, p. 333-334 [lire en ligne]
- Généalogie et Histoire de la Caraïbe - no 171, juin 2004, p. 4221 [renseignements relatifs à la fuite vers les États-Unis en 1793 de la famille de Moreau de Saint-Méry, et des relations entre celle-ci et Louis-Narcisse Baudry des Lozières] [lire en ligne]
- Pierre Larousse, Grand dictionnaire universel du 19. siècle français, historique, géographique, mythologique, bibliographique, littéraire, artistique, scientifique, etc., etc., Volume 2, Paris, 1867, p. 389 [lire en ligne]
- Louis-Gabriel Michaud (dir.), Biographie universelle ancienne et moderne, ou histoire, par ordre alphabétique, de la vie publique et privée de tous les hommes qui se sont fait remarquer par leurs écrits, leurs actions, leurs talents, leurs vertus ou leurs crimes, tome 3, Paris, Madame C. Desplaces, 1854, 704 p. [lire en ligne], p. 294-295
- Jean-Chrétien-Ferdinand Hoefer, Nouvelle biographie universelle depuis les temps les plus reculés jusqu'à nos jours, avec les renseignements bibliographiques et l'indication des sources à consulter, Tome 4, Paris, Firmin Didot Frères, 1853, p. 796-797 [lire en ligne]
- Annales maritimes et coloniales, 1841, 1180 p., p. 869 [lire en ligne]
- Jean Baptiste Pierre Jullien de Courcelles, Dictionnaire universel de la noblesse de France..., Tome troisième, Paris, Bureau général de la noblesse de France, 1821, 520 p., p. 51-52 [lire en ligne]
- « Art. VII, Second Voyage à la Louisiane. Par Baudry des Lozières », in The Edinburgh Review, Or Critical Journal, Volume 3, Édimbourg et Londres, Archibald Constable et Thomas Norton Longman, 1804, p. 81-90 [lire en ligne]
- Précis historique du régiment de crète dragons ; suivi d’un discours sur la vengeance, 2e édition, Toulouse, Benichet frères, an X 1801, 240 p. [lire en ligne]
- Observations remises à M. de Peynier, général, par les quatre députés de la commune de Léogane, servant de réfutation au rapport du sieur Baudry-dès-Lozières, en date du 29 août à 7 heures du matin. [présentation en ligne]
- Coup d'œil sur la conduite patriotique et militaire de la Phalange de Crète-Dragons, Créée le 1er Aout 1790, et sanctionnée le 16 du même mois. [suivi de : Serment de la Phalange de Crète-Dragons, et de : 13 Pièces justificatives Concernant la Phalange de Crète-Dragons.], Port-au-Prince, imprimerie de Mozard, 1790, 29 p. [lire en ligne]
- Jacinthe Gourjon, Marc Lafitte, Exposition véridique des faits relatifs à l'assassinat commis chez le sieur Baudry Des Lozières, sur les personnes de MM. Alexis Gourjon et le chevalier d'Ambouville, pour servir de réfutation à son ridicule pamphlet intitulé "Coup d’œil", etc., 1790, 6 p.
- « Extrait d'une lettre d'un habitant du Cul-de-Sac à un habitant de l'Archaye, actuellement à Paris [30 août 1790] », Gazette nationale ou Le Moniteur universel, no 310, samedi 6 novembre 1790, in Réimpression de l'Ancien Moniteur, depuis la réunion des États-Généraux jusqu'au Consulat (mai 1789 - novembre 1799), avec des notes explicatives de M. Léonard Gallois, tome 6, Paris, 1841, p. 291 [lire en ligne]
- Moreau de Saint-Méry, « Mélanges », Supplément à la Gazette Nationale du Lundi 15 novembre 1790, in Réimpression de l'Ancien Moniteur, depuis la réunion des États-Généraux jusqu'au Consulat (mai 1789 - novembre 1799), avec des notes explicatives de M. Léonard Gallois, tome 6, Paris, 1841, p. 380 [lire en ligne]